# Kuniva
Kuniva (справжнє ім'я Вон Карлайл) (народився 10 грудня 1976 р.) — американський репер, учасник детройтського гурту D12. Разом з Mr. Porter виконавець заснував лейбл Runyon Ave. Records, який отримав свою назву на честь їхньої рідної вулиці.
На початку своєї кар'єри репер був учасником дуету Da Brigade, до складу якого також входив Kon Artis. У 1996 р. Proof запропонував виконавцю приєднатися до гурту D12. Kuniva погодився, дует розпався, а Kon Artis почав співпрацювати з D12 як продюсер. Згодом він також став учасником гурту.
У групі кожен мав своє альтер-еґо. Спочатку у гурті репер мав другий псевдонім Ганнз Джі, проте невдовзі він змінив своє альтер-еґо на Ронделла Біна. Kuniva взяв участь у записі всіх релізів D12. У 2005 р. всі члени гурту, крім Емінема, знялися у фільмі Все або нічого. Першою повноцінною сольною роботою репера став мікстейп 2010 р. Retribution.

## Дискографія
Студійні альбоми
- 2014: A History of Violence

Мікстейпи
- 2010: Retribution
- 2010: Midwest Marauders
- 2012: Midwest Marauders Volume 2
- 2012: Lost Gold
- 2012: Midwest Marauders Volume 3

Сингли
- 2013: «Michiganish» (з участю Jon Conner, Boldy James та Guilty Simpson)[4]

Релізи у складі D12
- 1996: The Underground EP
- 2001: Devil's Night
- 2003: D12 Limited Edition Mixtape
- 2004: D12 World
- 2008: Return of the Dozen Vol. 1
- 2011: Return of the Dozen Vol. 2
- 2015: The Devil's Night Mixtape